# 四式二〇糎噴進砲
四式二十糎噴進砲（よんしき20せんちふんしんほう）とは、大日本帝国陸軍が1944年（皇紀2604年）に制式化し、第二次世界大戦末期に使用した口径203mmの噴進砲(ロケット砲)である。硫黄島の戦いや沖縄戦で使用され、簡易な造りで敵に大きな被害を与えられることから本土決戦の切り札としても期待されていた。

## 開発経緯
陸軍では昭和18年（1943年）7月に中迫撃砲以上の通過が困難な地形における急襲兵器として噴進砲の研究を開始した。砲弾は第7陸軍技術研究所が7月に試作した二十糎噴進榴弾を使用し、発射機は船舶搭載用と合わせて設計を開始した。発射機は高射角・低射角の2種類を試作して射程を比較することとし、8月に大阪陸軍造兵廠に試作注文した。9月には噴進榴弾の秘匿名称として「ろ弾」という名称が与えられ、開発中の発射機の名称も試製二十糎ろ弾発射機I型と変更した。同時に船載用のものはII型として陸上用と区別された。試験は10月より開始し、発射機として高射角のものを採用することが決定した。更に操作を容易にするために装填板を廃止し上蓋式に改め、砲身の接続はねじ式とする等の改修を行った。12月に修正機能の抗堪試験と射表の編纂試験を実施し、実用性が十分であると認められた。また同時に実施された砲身を接続しない短砲身の状態での試験では噴進炎(バックブラスト)により水平器や照準眼鏡を破損するなど影響が大きく、また駄載が困難であることから不採用とした。昭和19年（1944年）1月に陸軍野戦砲兵学校に試験を委託し、実用に適するとの判決を得た。「ろ弾発射機」なる名称では部隊編成に不都合であることから名称を「噴進砲」に改め、本砲を以後「試製四式二十糎噴進砲」と呼称することとなった。この後若干の修正を加え、2月21日に陸軍研究所による研究報告が提出された。

## 構造
本砲のI型発射機は砲身・二脚・連結架・床板及び照準具から成り、外見は大型迫撃砲に類似する。砲身は発射時の後方噴流を逃がすために前後が開放されており、中央で前後に分割することが可能である。砲身はライフリングが刻まれていない滑腔砲身である。砲身後方には蝶番で開閉する装填用の蓋が付随する。発火方式は摩擦門管牽引式であり、砲身後端に引手を掛ける滑車託架を有する。脚は開脚式で、高低照準機及び水平規正用具を有する。高低射界は45度～65度、水平射界は射角45度で左右150ミルである。連結架は二脚と砲身を接続し、方向照準機及び眼鏡託架を有する。試験では発射機の組立所要時間は約1分40秒であった。なお実戦で主に使用されたタイプはこれとは異なり、三脚構造で木製、このうちの一脚が二枚の板で噴進弾を挟む形の発射レールで、破損するまで十数発が発射可能な簡易なものであった。噴進弾は支給されるが、発射台は交付された図面をもとに板材で現地で自作すべしと通達されていた。同時期に開発された四式四〇糎噴進砲の発射架も同じく木製発射台を用いるようになっており、現地部隊が独自に三連装にしたものもあった。
船載用のII型発射機は基筒に装備し、噴進炎を防ぐために防炎庇・防盾・尾筒を有する。防炎庇は砲口に装着されるラッパの口を逆さにした様な覆いであり、砲口より飛び出た砲弾の後方噴流を周囲に逸らす機能を有する。防盾は後方噴流から射手を防御し、照準孔を有する。尾筒は砲身後方に装着される上方向に湾曲した筒状の装置であり、砲尾から噴出する噴進炎を砲の後部上方向に逃がす機能を有する。昭和19年（1944年）1月に伊良湖試験場で実施された試験ではウサギを使って各射角での射撃を実施した結果、これらの装置によって砲手は発射時の噴進炎から相当防御されるものとされた。防炎庇・尾筒を装着しなかった場合では「兎ノ毛ハ黒焦ゲトナレリ」と書かれている。この試験では防炎庇と尾筒による防炎は十分であるために防盾はより軽易なもので十分なこと、湾曲した尾筒には発射時のガスによる強い負荷が掛かるために砲架の強度を増す必要があること、尾筒装着時の弾道性には更に研究を要すること、発火方式には電気門管の使用が適当であることが挙げられた。

## 砲弾
本砲弾は噴進薬の燃焼ガス噴出の反動を用いて飛翔するロケット弾であり、一般の砲弾とはその原理が異なる。砲弾は弾頭と弾尾からなり、両者はねじ式に結合する。砲弾には飛翔に際しての安定翼の様なものは無く、代わりに弾底にある6個の噴射口個々に角度を付けてライフル弾のように回転することによって飛行を安定させる「旋動(=スピン)安定式」という方式を採用している。信管には一〇〇式二働信管「迫」を使用し、切替装置によって瞬発と短延期(0.1秒)を選択できる。薬量は185gで信管は弾頭に装着する。門管は約40gで、安全のため弾尾の門管孔への装着は砲弾の装填後に行われる。炸薬量は16.5kgで瞬発信管を用いた場合の効力半径は31m、短延期信管を用いた場合砂地において深さ1.5m、直径6mの漏斗状の着弾孔を生ずる。装薬量は1号9.6kg・2号8.9kg・3号8.2kgの3種類であり、1号装薬の状態で支給されるために2号もしくは3号装薬を用いるには砲弾から火薬抜を用いて噴進薬を取り出す必要がある。1号装薬使用時で燃焼時間は約2秒、飛翔速度は発射機前方175mで約175m/秒となる。射程は最大で1号装薬を使用し射角45度で2,500m、最短は3号装薬を使用し射角65度で1,400mである。発射の際は噴進炎による危害を避けるために発射機から5m以上遠ざかること、特に後方は土砂等が飛散するために注意することとされた。

## 運用
本砲は発射機の簡便な特性から奇襲的に使用し、人馬の殺傷と敵を精神的に震撼させることを目的とし、多数の集中発射によりある程度の野戦陣地の破壊を見込めるとされていた。本砲は戦争末期の激戦地である硫黄島、沖縄に投入された。特に硫黄島では本砲を含め噴進砲70門が投入され、慢性的な火砲不足に悩む帝国陸軍にとって大いに助けとなり、簡易かつ大威力で既に前々から制式・配備されていた九八式臼砲と共にアメリカ軍に大きな損害を与え、畏怖の対象とされた。但し弾数が50発/門しか用意されていなかったため、あっという間に撃ち尽くしてしまった。また、ロケットの噴射炎と煙によって敵に位置を知られるため、撃ち尽くす前に制圧射撃を受けて破壊される恐れも大きかった。同時期により大型の四式四十糎噴進砲も開発され、噴進弾500発が生産されているが離島などへの輸送の便の関係上小型の二十糎型のみが南方で実戦使用された。海軍でも二十糎噴進砲を参考に重巡洋艦用主砲弾の在庫を流用した三種類の20cmロケット砲（実際の口径は210mm）を製作し、最後の型は鋼管製発射器を載せた簡易な砲架に車輪付きの形状あった。この砲は硫黄島で米軍に鹵獲されている。

## 登場作品
『艦隊これくしょん -艦これ-』
Ⅰ型発射機をそのまま艦載した架空型が「艦載型 四式20cm対地噴進砲」「四式20cm対地噴進砲 集中配備」の名称で登場。